# Canton de Montendre
Le canton de Montendre est une ancienne division administrative française située dans le département de la Charente-Maritime et la région Poitou-Charentes.
C'était, par sa superficie, le plus petit canton de l'arrondissement de Jonzac.
Avec le redécoupage cantonal de 2014, la commune de Montendre est devenue le bureau centralisateur du nouveau canton des Trois Monts.

## Géographie
Ce canton était organisé autour de Montendre dans l'arrondissement de Jonzac. 
Son altitude variait de 23 m (Chamouillac) à 125 m (Jussas) pour une altitude moyenne de 85 m.

## Représentation

### Conseillers d'arrondissement (de 1833 à 1940)
| Période                                  | Période          | Identité                | Étiquette               | Qualité |
| ---------------------------------------- | ---------------- | ----------------------- | ----------------------- | --- |
| 1833                                     | 1848             | M. Coindreau            |                         | Juge de paix, propriétaire à Montendre                                                                      |
|                                          |                  |                         |                         | |
| 1852                                     |                  | M. Morpain              |                         | |
|                                          |                  |                         |                         | |
|                                          | 1876 (démission) | M. Marchand             |                         | |
|                                          |                  |                         |                         | |
| 1883                                     | 1885 (décès)     | M. Dubreuilh            | Bonapartiste            | |
|                                          |                  |                         |                         | |
| av.1895                                  | 1910             | Edmond Robert           | Républicain             | Négociant à Montendre                                                                                       |
|                                          |                  |                         |                         | |
| 1919                                     | 1925             | Jacques-Léopold Motard  |                         | Président de la délégation cantonale, propriétaire à Chartuzac                                              |
| 1925                                     | 1928             | Georges Moinard         | Rad.ind.                | Négociant, maire de Montendre                                                                               |
| 1928                                     | 1931             | Édouard François Arrivé | Union républicaine      | Propriétaire à Montendre                                                                                    |
| 1931                                     | 1937             | Émile Chemineau         | Républicain indépendant | Cultivateur à Montendre                                                                                     |
| 1937                                     | 1940             | Abel Fédon (1879-1948)  | Radical                 | Ancien gendarme en Algérie, propriétaire à Coux                                                             |
| 1940                                     |                  |                         |                         | Les conseils d'arrondissement ont été suspendus par la loi du 12 octobre 1940 et n'ont jamais été réactivés |
| Les données manquantes sont à compléter. |                  |                         |                         | |

### Conseillers généraux de 1833 à 2015
De 1833 à 1848, les cantons de Montendre et de Mirambeau avaient le même conseiller général. Le nombre de conseillers généraux était limité à 30 par département.
| Période               | Identité                                       | Parti                  | Qualité |
| --------------------- | ---------------------------------------------- | ---------------------- | --- |
| 1833-1848             | Comte Tanneguy Duchâtel                        | Majorité ministérielle | Avocat, Membre du Conseil d'Etat Ministre (pendant la Monarchie de Juillet) Député (1833-1848)                                                                  |
| 1848-1858             | Jean Alphonse Marchand                         |                        | Négociant Maire de Montendre |
| 1858-1871             | Théophile Furet                                |                        | Banquier, propriétaire à Montendre, ancien secrétaire de la sous-préfecture de Blaye                                                                            |
| 1871-1876 (décès)     | Jean Alphonse Marchand                         |                        | Négociant Maire de Montendre |
| 1876-1898             | Maurice Marchand (fils du précédent)           | Bonapartiste           | Négociant Maire de Montendre |
| 1898-1904             | Gustave-Ludovic Hillairet                      | Républicain            | Négociant et agriculteur à Montendre |
| 1904-1910             | Maurice Lannes Comte de Montebello (1867-1917) | Nationaliste           | Officier de cavalerie |
| 1910-1928             | Edmond Robert                                  | Républicain            | Négociant à Montendre, conseiller d'arrondissement |
| 1928-1938 (décès)     | Georges Moinard                                | Rad.ind.               | Négociant, maire de Montendre, conseiller d'arrondissement |
| 1938-1940             | Maurice Sauvêtre                               | Rad.                   | Géomètre - Directeur de laiterie Maire de Courpignac Nommé membre de la Commission administrative départementale en 1941 Nommé conseiller départemental en 1943 |
|                       |                                                |                        | |
| 1945-1968 (démission) | Maurice Sauvêtre                               | Rad.                   | Directeur de laiterie Maire de Courpignac Sénateur (1955-1959)                                                                                                  |
| 1968-1979             | Fernand Basque (1910-2002)                     | Rad. puis MRG          | Mytiliculteur Maire de Pommiers-Moulons |
| 1979-1985             | Paul Rousset (1924-2016)                       | PS                     | Viticulteur Maire de Jussas (1974-1995) Député-suppléant de Philippe Marchand (1981-1986)                                                                       |
| 1985-1998             | Claude Augier                                  | DVD                    | Chef d'une entreprise de fonderie Maire de Montendre (1971-1989)                                                                                                |
| 1998-2015             | Bernard Lalande                                | PS                     | Commissaire aux comptes et expert comptable Maire de Montendre (1993-2017) Sénateur (2014-2020)                                                                 |

## Composition
Le canton de Montendre regroupait quinze communes et comptait 6 452 habitants (recensement de 2006 sans doubles comptes).
| Communes              | Population (2012) | Code postal | Code Insee |
| --------------------- | ----------------- | ----------- | ---------- |
| Bran                  | 122               | 17210       | 17061      |
| Chamouillac           | 308               | 17130       | 17081      |
| Chartuzac             | 159               | 17130       | 17092      |
| Corignac              | 321               | 17130       | 17118      |
| Coux                  | 433               | 17130       | 17130      |
| Expiremont            | 116               | 17130       | 17156      |
| Jussas                | 101               | 17130       | 17199      |
| Messac                | 109               | 17130       | 17231      |
| Montendre             | 3 140             | 17130       | 17240      |
| Pommiers-Moulons      | 186               | 17130       | 17282      |
| Rouffignac            | 427               | 17130       | 17305      |
| Souméras              | 321               | 17130       | 17432      |
| Sousmoulins           | 207               | 17130       | 17433      |
| Tugéras-Saint-Maurice | 327               | 17130       | 17454      |
| Vanzac                | 175               | 17500       | 17458      |

## Démographie
| 1962  | 1968  | 1975  | 1982  | 1990  | 1999  | 2006  | 2011  | 2012  |
| ----- | ----- | ----- | ----- | ----- | ----- | ----- | ----- | ----- |
| 7 092 | 6 866 | 6 626 | 6 492 | 6 185 | 6 152 | 6 452 | 6 769 | 6 796 |